# レンガの館

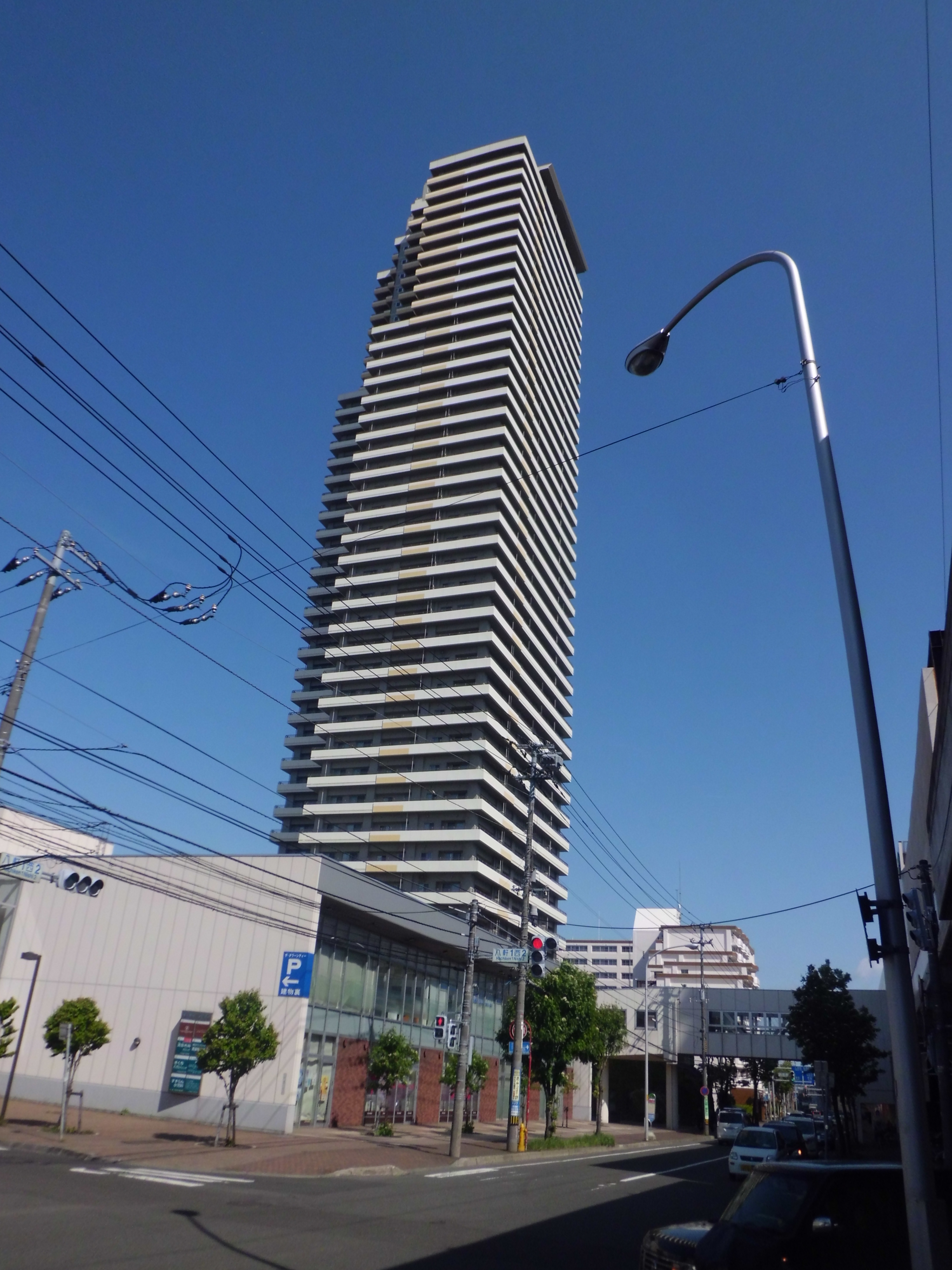
ザ・サッポロタワー琴似

レンガの館（レンガのやかた）またはレンガ館（レンガかん）は、北海道札幌市西区八軒1条西1丁目13-1にある建物。
JR北海道琴似駅の北口に建つ高層マンション「ザ・サッポロタワー琴似」のコミュニティーホールとして活用されている。また、コミュニティ放送「三角山放送局」のスタジオが入っている。
元来は1929年（昭和4年）に建てられた、日本食品製造合資会社の缶詰工場であり、琴似駅周辺の再開発にあたって一時移転していたが、ザ・サッポロタワー琴似の完成とともに戻された。
「日本食品製造合資会社旧工場」として、札幌景観資産第1号に選定されている。